# Piotr Nguyen
Piotr An Nguyen (ur. 18 lipca 1991 w Tomaszowie Lubelskim) – polski szachista, mistrz międzynarodowy.

## Kariera szachowa
Zdobył tytuł Mistrza Polski do lat 14 w szachach aktywnych (Koszalin 2005). W 2005 roku został wicemistrzem Polski do lat 14 (XI Ogólnopolskiej Olimpiadzie Młodzieży) w Janowie Lubelskim.
Reprezentował Polskę na Mistrzostwach Europy juniorów w Hercegu Novim (Serbia i Czarnogóra 2005) zajmując 22. miejsce. Na LXI Mistrzostwach Warszawy (open A) w 2008 roku zdobył mistrzostwo, a rok później na LXII Mistrzostwach Warszawy (open A) w 2009 roku – wicemistrzostwo.
Najwyższy ranking w dotychczasowej karierze osiągnął 1 maja 2017 r., z wynikiem 2453 zajmując 45. miejsce wśród polskich szachistów.
Laureat nagrody Hetman 2017 przyznanej przez Polski Związek Szachowy w kategorii dziennikarz roku za prowadzenie szachowej strony infoszach.pl.